# Karl Gengenbach
Karl Gengenbach, född 9 november 1911 i Pforzheim, död 25 januari 1944 i närheten av Bad Tölz, var en tysk jurist och SS-Standartenführer. Han var under andra världskriget chef för Sicherheitsdienst (SD) i det av Tyskland ockuperade Nederländerna.

## Biografi
Karl Gengenbach föddes i Pforzheim 1911. Mellan 1931 och 1935 studerade han rättsvetenskap vid Münchens universitet och blev medlem i Burschenschaft Cimbria München. Den 10 maj 1933 var han talare vid bokbränningen i München och sade bland annat att böcker av Heinrich Heine skall kastas i elden och ersättas med verk av Joseph von Eichendorff. Gengenbach var en tongivande medlem av Nationalsocialistiska tyska studentförbundet och spelade en avgörande roll för den nazistiska likriktningen av Münchens universitet.
Gengenbach blev medlem av Nationalsocialistiska tyska arbetarepartiet (NSDAP) 1930 och Sturmabteilung (SA) 1933. År 1935 övergick han till Schutzstaffel (SS) och kom att vara verksam vid SD-Oberabschnitt Süd i München, underordnat SD-Hauptamt. När Reichssicherheitshauptamt (RSHA), Nazitysklands säkerhetsministerium, grundades i september 1939, utnämndes Gengenbach till chef för avdelningen för rätt och förvaltning. Efter Tysklands fälttåg mot Frankrike 1940 utnämndes Gengenbach till chef för Sicherheitsdienst (SD) i det av Tyskland ockuperade Nederländerna. Reichssicherheitshauptamt omorganiserades 1941 och Gengenbach utsågs då till chef för avdelningen för rättsordning, vilket innebar översyn över Tredje rikets rättsväsen.
Karl Gengenbach omkom i en bilolycka tillsammans med Obersturmbannführer Heinz Gräfe i närheten av Bad Tölz i januari 1944. Otto Ohlendorf, som höll griftetalet, hyllade de bägge männens insatser för det tyska folket.